# Hadi Saei
Hadi Saei Bonehkohal, född 10 juni 1976 i Rayy, Iran, är en iransk taekwondoutövare som är den mest framgångsrika utövaren i den olympiska historien efter att han vann guld i OS 2008 i Peking. 
Saei började på taekwondo först vid 6-årsåldern. När den iranska staden Bam drabbades av en jordbävning den 26 december 2003, satte han sina medaljer på auktion för att skaffa pengar för offren.
Han tog OS-guld i mellanviktsklassen i samband med de olympiska taekwondo-turneringarna 2008 i Peking.